# 90 minuts
90 minuts (títol original en anglès, Castle Falls) és una pel·lícula d'acció estatunidenca de 2021 protagonitzada i dirigida per Dolph Lundgren en la seva primera pel·lícula com a director des de 2010, que va produir amb Andre Relis i Craig Baumgarten. La pel·lícula és protagonitzada per Scott Adkins, Jim Chandler, Kim Delonghi, Dave Halls, Scott Hunter, Robert Berlin i la filla real de Lundgren, Ida Lundgren. S'ha doblat i subtitulat al català.